# Médiateur du Faso
Le médiateur du Faso est un ombudsman. Il a été institué par la loi organique n°22/94/ADP du 17 mai 1994. Le général Tiémoko Marc Garango a été le premier Médiateur du Faso, par décret n°94-494/PRES du 29 décembre 1994.

## Historique
L'institution du Médiateur burkinabé est inspirée des textes de son homologue français.
- Tiémoko Marc Garango : de 1994 à 2000
- Jean-Baptiste Kafando :  d'octobre 2000 à mars 2005
- Amina Moussou Ouédraogo Traoré : du 1er avril 2005 à 2011
- Alima Déborah Traoré/Diallo:  de 2011 à 2017
- Saran Séré Sérémé : du 27 septembre 2017 à septembre 2021[1],[2]
- Fatimata Sanou-Touré : depuis le 26 novembre 2021[3].